# Zuidwijk
Zuidwijk là một khu tự quản cũ thuộc tỉnh Zuid-Holland, Hà Lan. Khu tự quản này nằm ở phía đông nam của Boskoop.
Zuidwijk từng là một khu tự quản riêng biệt từ năm 1817 đến năm 1846, khi trở thành một phần của Boskoop.
Từ năm 2014, Boskoop được sáp nhập và trở thành một phần của Alphen aan den Rijn.